# AIX (sistema operativo)
AIX (acronimo di Advanced Interactive eXecutive) è un sistema operativo Unix proprietario sviluppato da IBM.

## Caratteristiche
Inizialmente AIX aveva notevoli differenze rispetto ad altri sistemi UNIX, ma con il passare del tempo la maggior parte delle differenze sono state eliminate. La prima versione di AIX era eseguita su macchine RT/PC e venne presentata nel 1986. Inizialmente era basato sul System V Release 3.
Sin dal 1989 AIX è il sistema operativo delle macchine della serie RS/6000 e dei relativi server AIX/6000. Durante lo sviluppo di AIX caratteristiche derivate da BSD 4.2 e 4.3 furono fuse nel sistema operativo. Queste inglobazioni furono effettuate da IBM e INTERACTIVE Systems Corporation (sotto contratto con IBM).
AIX ha la reputazione di essere un sistema operativo di tipo UNIX, sebbene siano presenti numerose differenze che possono addirittura arrivare a confondere un esperto utente *nix.
Alcune delle caratteristiche più famose di AIX sono la disponibilità di comandi come chuser, mkuser e rmuser e similari per permettere agli amministratori una gestione rapida degli utenti. IBM sta gradualmente includendo in AIX diversi programmi open source disponibili su altri sistemi UNIX.
Nell'ottobre del 2007 IBM ha presentato la versione 6 del sistema operativo: questa versione si differenzia dalla precedente per una migliore gestione della virtualizzazione e per il supporto del processore POWER6.